# Conopariella conspicua
Conopariella conspicua är en tvåvingeart som beskrevs av Frey 1932. Conopariella conspicua ingår i släktet Conopariella och familjen bredmunsflugor.
Artens utbredningsområde är Malawi. Inga underarter finns listade i Catalogue of Life.